# Percy Alexander MacMahon
Percy Alexander MacMahon (Sliema, 26 settembre 1854 – Bognor Regis, 25 dicembre 1929) è stato un matematico britannico, noto per i suoi lavori in analisi e riguardo alla partizione degli interi. È stato presidente della London Mathematical Society dal 1894 al 1896.

## Riconoscimenti
- 1900 Royal Medal
- 1919 Medaglia Sylvester
- 1923 Medaglia De Morgan